# ماریا شوبینا
ماریا شوبینا (روسی: Мария Тимофеевна Шубина؛ زادهٔ ۱۲ مهٔ ۱۹۳۰) قایقران کانو اهل اتحاد جماهیر شوروی سوسیالیستی بود.
وی در مسابقات کشوری و بین‌المللی در مجموع برندهٔ ۵ مدال طلا، ۲ مدال نقره شده‌است.